# ديف باري
ديف باري (بالإنجليزية: Dave Barry)‏ (16 سبتمبر 1961 بكورك في جمهورية أيرلندا - ) هو لاعب كرة القدم الغالية ولاعب كرة قدم أيرلندي في مركز الوسط. لعب مع نادي كورك سيتي وفريق كورك لكرة قدم الكبار ‏.

## وصلات خارجية
- ديف باري على موقع قاعدة بيانات كرة القدم.إي يو (الإنجليزية)